# ベルナール・エヴァン
ベルナール・エヴァン（Bernard Evein, 1929年1月5日 - 2006年8月8日）は、フランスの舞台美術家、映画美術家である。ヌーヴェルヴァーグの映画作家の作品を多く手がけた。

## 人物・来歴
ロワール＝アトランティック県サン＝ナゼールに生まれる。
エコール・デ・ボザールナント校でジャック・ドゥミと同級生であった。1949年、高等映画学院に入学、1951年に同校を卒業した。
1957年にドゥミが監督した短篇映画『冷淡な美男子』の美術・装飾を手がけて映画界にデビューした。以降、ルイ・マル、フランソワ・トリュフォー、クロード・シャブロル、フィリップ・ド・ブロカ、ジャン＝リュック・ゴダール、アニエス・ヴァルダ、セルジュ・ブールギニョンといったヌーヴェルヴァーグの映画作家を美術面で支えた。演劇の分野では、ジャン＝ルイ・バローらの舞台美術を手がけた。
1988年に公開されたジャック・ドゥミ監督の『想い出のマルセイユ』を最後に、ドゥミが1990年に亡くなり、エヴァンは引退してしまった。セザール賞に6回ノミネートされたが、最優秀賞はいずれも逃している。
2006年8月8日、フランスのヴァンデ県ノワールムティエ島で死去した。満77歳没。

## フィルモグラフィ
- 冷淡な美男子 : 監督ジャック・ドゥミ、1957年
- 恋人たち Les Amants : 監督ルイ・マル、1958年
- 大人は判ってくれない : 監督フランソワ・トリュフォー、1958年
- いとこ同志 Les Cousins : 監督クロード・シャブロル、1958年
- 二重の鍵 À double tour : 監督クロード・シャブロル、1959年
- 恋の火遊び Les Jeux de l'amour : 監督フィリップ・ド・ブロカ、1959年
- 危険な階段 Les Scélérats : 監督ロベール・オッセン、1959年

- 地下鉄のザジ : 監督ルイ・マル、1960年
- さよならパリ La Sentence : 監督ジャン・ヴァレール、1960年 - 装置設計
- 五日間の恋人 L'Amant de cinq jours : 監督フィリップ・ド・ブロカ、1960年
- ローラ Lola : 監督ジャック・ドゥミ、1960年 - 衣裳
- 女は女である : 監督ジャン＝リュック・ゴダール、1961年
- 去年マリエンバートで : 監督アラン・レネ、1961年
- 真夜中のランデブー Le Rendez-vous de minuit : 監督ロジェ・レーナルト、1961年
- マクドナルド橋のフィアンセ : 監督アニエス・ヴァルダ、1961年
- 5時から7時までのクレオ : 監督アニエス・ヴァルダ、1961年
- 私生活 Vie privée : 監督ルイ・マル、1962年 - 装置設計
- 新・七つの大罪 - 「淫乱の罪」 : 監督ジャック・ドゥミ、「貪欲の罪」：監督クロード・シャブロル、1962年
- 島の争い Le Combat dans l'île : 監督アラン・カヴァリエ、1962年
- シベールの日曜日 : 監督セルジュ・ブールギニョン、1962年
- Le Jour et l'Heure : 監督ルネ・クレマン、1962年
- 天使の入江 La Baie des Anges : 監督ジャック・ドゥミ、1962年
- 鬼火 : 監督ルイ・マル、1963年
- シェルブールの雨傘 : 監督ジャック・ドゥミ、1963年
- さすらいの狼 L'Insoumis : 監督アラン・カヴァリエ、1964年
- Comment épouser un premier ministre : 監督ミシェル・ボワロン、1964年
- ビバ! マリア Viva María ! : 監督ルイ・マル、1965年
- Paris au mois d'août : 監督ピエール・グラニエ＝ドフェール、1965年
- ポリー・マグー お前は誰だ Qui êtes-vous, Polly Maggoo ? : 監督ウィリアム・クライン、1965年
- ロシュフォールの恋人たち : 監督ジャック・ドゥミ、1966年
- 愛すべき女・女たち - 「貴族好み」：監督フィリップ・ド・ブロカ、「未来展望」：監督ジャン＝リュック・ゴダール、1966年
- 女と女と女たち Sept fois femme : 監督ヴィットリオ・デ・シーカ、1966年
- Adolphe ou l'Âge tendre : 監督ベルナール・トゥブラン＝ミシェル、1967年
- Ternos caçadores : 監督ルイ・ゲーハ、1968年
- 告白 L'Aveu : 監督コスタ＝ガヴラス、1969年

- 草の上の舟 Le Bateau sur l'herbe : 監督ジェラール・ブラッシュ、1970年
- モン・パリ L'Événement le plus important depuis que l'homme a marché sur la Lune : 監督ジャック・ドゥミ、1973年
- クレージー4人組 スーパーマーケット珍作戦 Le Grand Bazar : 監督クロード・ジディ、1973年
- 潮騒 Le Hasard et la violence : 監督フィリップ・ラブロ、1973年
- La Merveilleuse Visite : 監督マルセル・カルネ、1974年
- Zerschossene Träume : 監督ペーター・パツァーク、1975年
- 危険を買う男 L'Alpagueur : 監督フィリップ・ラブロ、1975年
- シビルの部屋 Néa : 監督ネリー・カプラン、1976年
- おもちゃ : 監督フランシス・ヴェベール、1976年
- これからの人生 La Vie devant soi : 監督モーシェ・ミズラヒ、1977年
- ベルサイユのばら : 監督ジャック・ドゥミ、1979年
- Tous vedettes : 監督ミシェル・ラング、1979年
- いとしの君へ Chère inconnue : 監督モーシェ・ミズラヒ、1981年
- Une merveilleuse journée : 監督クロード・ヴィタル、1981年
- 都会のひと部屋 Une chambre en ville : 監督ジャック・ドゥミ、1982年
- 真夜中のミラージュ Notre histoire : 監督ベルトラン・ブリエ、1984年
- ラ・ルンバ La Rumba : 監督ロジェ・アナン、1986年
- テレーズ Thérèse : 監督アラン・カヴァリエ、1986年
- 想い出のマルセイユ Trois places pour le 26 : 監督ジャック・ドゥミ、1988年 - 衣裳

## 註
1. 1 2 3 4 5 6  #外部リンク欄、Bernard Evein, Internet Movie Database, 二重リンクは省く。
2. ↑  #外部リンク欄、Bernard Evein, bifi.fr / 映画文献資料図書館, 二重リンクは省く。